# Pickels

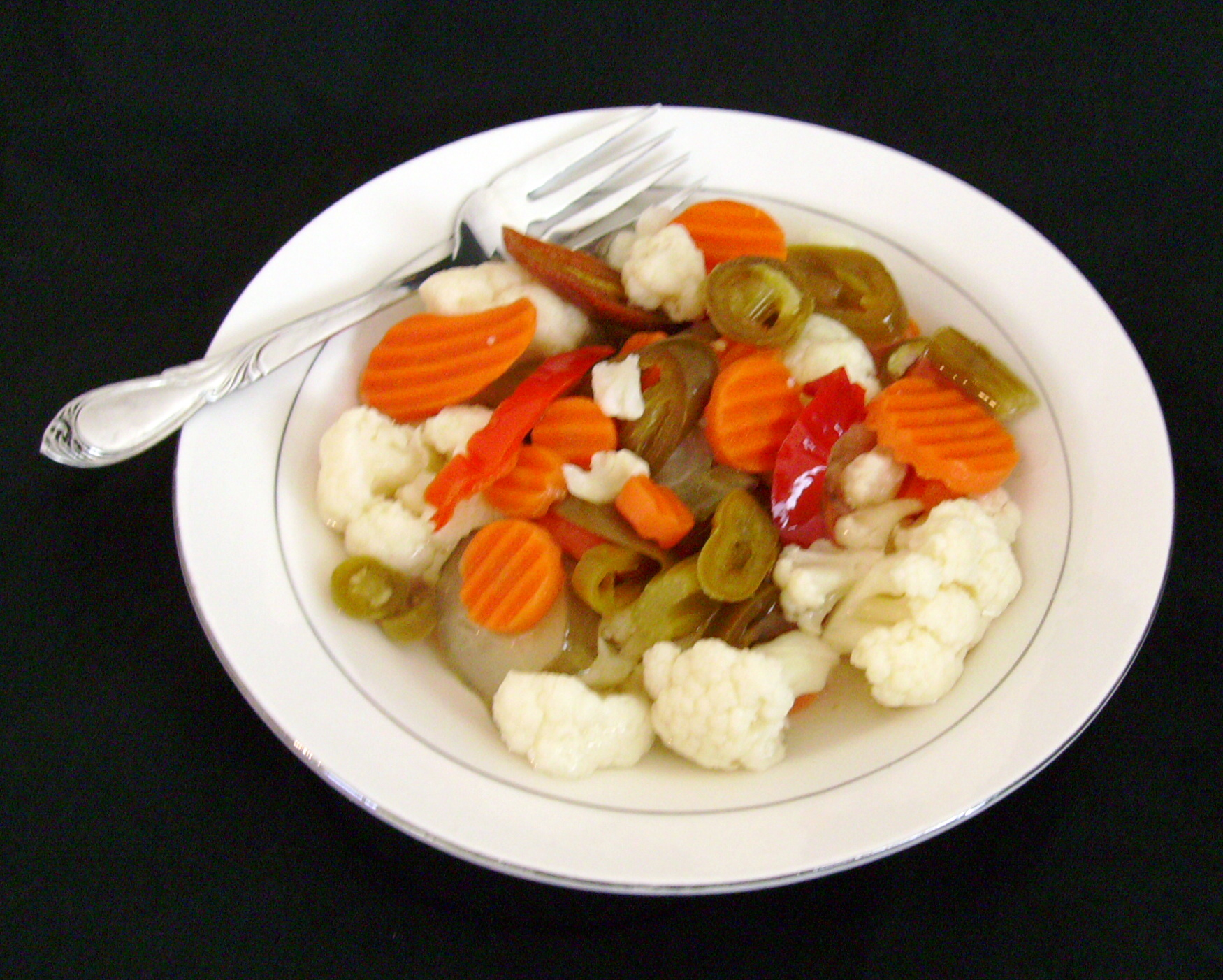
Pickels på en tallrik.

Pickels eller pickles är en blandning av olika grönsaker och rotfrukter som är inlagda i en kryddad ättikslag, exempelvis morot, blomkål och paprika. Pickels serveras som tillbehör till varmrätter, eller bara som tilltugg. Inläggningen är färdig efter två dygn men bör helst stå och dra åtminstone någon vecka. Pickels kan även ingå i tartarsås. Ordet är belagt i svenska språket sedan 1837, efter engelskans pickles.